# Tócame
"Tócame" é uma canção da cantora brasileira Anitta. Conta com participação de Arcángel e De la Ghetto. Foi lançada como single pela Warner Records em 10 de julho de 2020.

## Antecedentes
Em 2 de junho de 2020, um site asiático vazou a suposta capa e a data de lançamento do single, intitulado "Tócame", que seria lançada em 12 de junho. Em 2 de julho, Anitta divulgou oficialmente a capa e a data de lançamento.

## Apresentações ao vivo
Anitta cantou a música pela primeira vez em 11 de julho de 2020 no Altas Horas. Em 21 de agosto, ela se apresentou no The Late Late Show with James Corden.

## Vídeo musical
O vídeo musical foi dirigido por Giovanni Bianco, com suas cenas sendo gravadas utilizando-se drones a fim de se evitar contato entre as pessoas em razão da pandemia de COVID-19. O clipe conta com as participações do ex-namorado da cantora, Gui Araújo, anônimos dançando em seus apartamentos e lajes, além dos artistas convidados.

## Créditos
Créditos adaptados do Tidal.
- Anitta – Artista principal, vocais e composição
- Arcangel – Artista convidado, vocais e composição
- De La Ghetto – Artista convidado, vocais e composição
- Andrés Torres – Produção e composição
- Mauricio Rengifo – Produção e composição
- Ryan Tedder – Produção e composição
- Chris Gehringer – Masterização
- Jaycen Joshua – Mixagem
- Will Quinnell – Assistente de masterização
- DJ Riggins – Assistente de mixagem
- Jacob Richards – Assistente de mixagem
- Mike Seaberg – Assistente de mixagem

## Desempenho nas tabelas musicas
| País — Tabela musical (2020)                | Melhor posição |
| ------------------------------------------- | -------------- |
| Estados Unidos (Latin Digital Song Sales)   | 9              |
| Colômbia (Monitor Latino)                   | 16             |
| Colômbia (National-Report)                  | 19             |
| México (Mexico Airplay)                     | 13             |
| México (Mexico Pop Espanol Airplay)         | 1              |
| México (Monitor Latino Genera Mexicano Pop) | 7              |
| Portugal (AFP)                              | 94             |

## Vendas e certificações
| Região                                                        | Certificação | Vendas  |
| ------------------------------------------------------------- | ------------ | ------- |
| Brasil (Pro-Música Brasil)                                    | Platina      | 40.000‡ |
| ‡vendas+valores de streaming baseados somente na certificação |              |         |